# Untouchables
《Untouchables》는 미국의 누 메탈 밴드 콘의 다섯 번째 스튜디오 음반이다. 이 음반은 2002년 6월 11일에 공식 발매되었으며 그래미 어워드를 수상한 싱글 〈Here to Stay〉가 수록되어 있다. 《Untouchables》는 첫 주 동안 495,991장이 판매되어 에미넴의 《The Eminem Show》에 이어 빌보드 200에서 2위로 데뷔했다. 이 음반은 음악 평론가들로부터 긍정적인 평가를 받았다. 2002년 7월 11일, 플래티넘 인증을 받았으며 미국에서 최소 140만 장이 판매되었다.

## 배경
콘은 2001년 초에 《Untouchables》를 작곡하기 시작했다. 밴드 멤버들 사이의 긴장이 고조되었고, 긴장과 산만함을 줄이기 위해 애리조나주 스코츠데일에서 새로운 환경이 그들이 노래를 작곡하는 데 영감을 주기를 바라며 계속해서 곡을 썼다. 그들은 음반 작곡을 마친 후 캘리포니아주 로스앤젤레스로 돌아가 녹음을 시작했다. 밴드 멤버들 사이의 적대감은 여전히 존재했다. 투어 기간 동안 밴드 멤버들은 약물 남용 문제로 베이시스트 레지널드 아르비주를 해고하는 것을 고려하기 시작했지만 이에 반대하기로 결정했다.
《Untouchables》는 캘리포니아주 할리우드의 콘웨이 스튜디오와 캘리포니아주 로스앤젤레스의 더 빌리지에서 녹음되었다. 이 음반은 마이클 베인혼이 프로듀싱하고 프랭크 필리페티가 녹음했다. 이 음반은 이전 네 장의 스튜디오 음반과 동일한 멤버 라인업을 갖추고 있다. 이 음반은 96kHz 디지털 사운드로 녹음된 첫 번째 음반이다. 앤디 월리스가 믹싱하고 하우위 와인버그가 마스터했다. 음반 발매일인 2002년 6월 11일, 소니 뮤직 엔터테인먼트에서 싱글 〈Here to Stay〉를 발매했다. 이 음반은 음반 발매 첫 주 빌보드 200에 오른 직후 하락했던 음반 판매량을 회복하기 위한 막바지 노력의 일환으로 2002년 11월 12일에 재발매되었다. 이 한정판에는 다양한 커버 아트와 보너스 DVD가 포함되어 있으며, 〈Here to Stay〉의 라이브 버전, 〈Here to Stay〉 및 〈Thoughtless〉 뮤직 비디오의 퍼포먼스 버전, 〈Got the Life〉의 라이브 녹음이 포함되어 있다.

## 평가
| 전문가 평가          | 전문가 평가 |
| 총 점수              | 총 점수     |
| 출처                 | 점수        |
| -------------------- | ----------- |
| 메타크리틱           | 80/100      |
| 평가 점수            |             |
| 출처                 | 점수        |
| AllMusic             | [ 11 ]      |
| Billboard            | Favorable   |
| Entertainment Weekly | C           |
| New York Daily News  | Favorable   |
| The New York Times   | Favorable   |
| NME                  | (8/10)      |
| Playlouder           | [ 17 ]      |
| Q                    | [ 18 ]      |
| Rolling Stone        | [ 19 ]      |

《Untouchables》는 첫 주에 49만 5,000장 이상 판매되었지만 에미넴의 《The Eminem Show》 판매량을 넘지는 못했다. 이 음반은 빌보드 200에서 2위로 데뷔했다. 조나단 데이비스는 공식 발매일 두 달 전에 트랙 순서와 노래 제목이 다른 파일 공유 웹사이트에 유출되었기 때문에 이전 음반에 비해 판매량이 감소한 이유로 인터넷 불법 복제를 꼽았다.
《Untouchables》는 음악 평론가들로부터 대부분 긍정적인 평가를 받았다. 메타크리틱에서 이 음반은 11명의 비평가를 기준으로 80/100의 점수를 받았으며, 이는 "대체로 호의적인 평가"를 받았다. 2019년 음반 《The Nothing》이 발매될 때까지 17년 동안 가장 비평가들의 호평을 받은 음반으로, 현재 83/100을 기록하고 있다. 2021년 회고적 리뷰에서 《메탈 해머》는 《Untouchables》를 콘의 역사상 가장 위대한 음반으로 꼽았다.

## 곡 목록
모든 곡들은 콘에 의해 작사/작곡하였다.
| #   | 제목                  | 재생 시간 |
| --- | --------------------- | --------- |
| 1.  | 〈Here to Stay〉      | 4:31      |
| 2.  | 〈Make Believe〉      | 4:37      |
| 3.  | 〈Blame〉             | 3:51      |
| 4.  | 〈Hollow Life〉       | 4:09      |
| 5.  | 〈Bottled Up Inside〉 | 4:00      |
| 6.  | 〈Thoughtless〉       | 4:32      |
| 7.  | 〈Hating〉            | 5:10      |
| 8.  | 〈One More Time〉     | 4:39      |
| 9.  | 〈Alone I Break〉     | 4:16      |
| 10. | 〈Embrace〉           | 4:27      |
| 11. | 〈Beat It Upright〉   | 4:15      |
| 12. | 〈Wake Up Hate〉      | 3:12      |
| 13. | 〈I'm Hiding〉        | 3:57      |
| 14. | 〈No One's There〉    | 9:24      |

## 인증
| 국가                       | 인증     | 판매량/출하량 |
| -------------------------- | -------- | ------------- |
| 오스트레일리아 (ARIA)      | 플래티넘 | 70,000^       |
| 뉴질랜드 (RMNZ)            | 골드     | 7,500^        |
| 영국 (BPI)                 | 골드     | 100,000^      |
| 미국 (RIAA)                | 플래티넘 | 1,000,000^    |
| 베네수엘라                 | 골드     | 10,000        |
| ^출하량을 기반으로 한 인증 |          |               |